# Habenaria cultellifolia
Habenaria cultellifolia är en orkidéart som beskrevs av João Barbosa Rodrigues. Habenaria cultellifolia ingår i släktet Habenaria och familjen orkidéer. Inga underarter finns listade i Catalogue of Life.